# Halbendorf

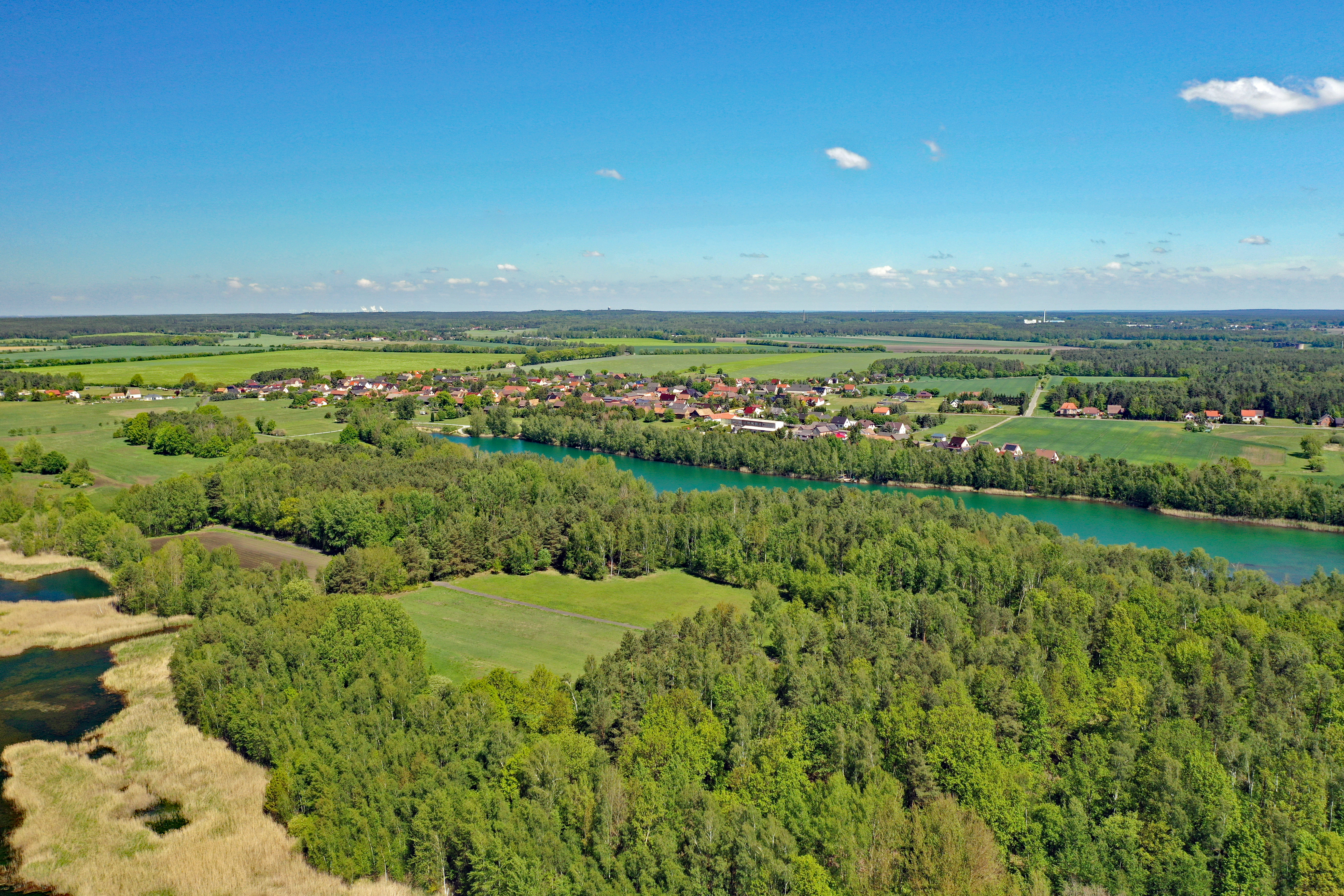
Luftbild

Halbendorf, obersorbisch Brězowkaⓘ, ist seit 1999 ein Ortsteil der Gemeinde Groß Düben in der Oberlausitz (Sachsen). Das zum Schleifer Kirchspiel gehörende Dorf im sorbischen Siedlungsgebiet ist vor allem durch den nach ihm benannten Halbendorfer See überregional bekannt.

## Geographie
Halbendorf liegt im Norden des Landkreises Görlitz. Nördlich der Ortschaft liegt Groß Düben, im Nordosten Klein Düben, Kromlau im Osten und Weißwasser im Südosten. Vom Süden bis zum Westen schließt sich der Halbendorfer See an, hinter dem Trebendorf und Schleife liegen.

## Geschichte

### Ortsgeschichte
Archäologische Funde im Nachbarort Groß Düben belegen eine Besiedlung dieser Region bereits zur Bronzezeit. Die Wiederbesiedlung fällt in die Zeit der zweiten deutschen Ostsiedlung. Urkundlich erwähnt wurde Halbendorf 1458 als Bresselugk und 1597 in einem Kaufvertrag der Herrschaft Muskau als „das Dorff Breßlug“. Die untertänigen Einwohner lebten vor allem von der Land- und Forstwirtschaft.
Der sorbische Name Brězowka sowie die altsorbische Form Brězoług, abgeleitet von brěza für ‘Birke’ und ług für ‘Grassumpf, Aue’, bedeutet „Birkendörfchen“ oder auch „kleiner Birkenstand“. Dieser Name geht darauf zurück, dass der Ort einst auf einem birkenbewachsenen Hügel lag und von Sümpfen umgeben war.
Das Dorf brannte im Dreißigjährigen Krieg nieder und wurde neben der alten Ortslage zur Hälfte neu aufgebaut, was laut Jan Meschgang zum neuen deutschen Namen führte, der für das Jahr 1753 belegt ist. Ernst Eichler und Hans Walther hingegen sehen im Namen „offenbar [einen Bezug] auf die Zweiteilung in einen standesherrschaftlich muskauischen und einen Rittergutsanteil Zimpel“. Sie weisen zudem auf eine Nennung als „Halbendorff“ im Jahr 1509 hin.
Französische Truppen kampierten beim napoleonischen Russlandfeldzug auf dem Hin- und Rückmarsch in Halbendorf, das an der Straße Spremberg–Muskau liegt, einem Teil der Niederen Heeresstraße zwischen Dresden und Warschau.
Am 23. März 1786 brannte Halbendorf ein zweites Mal nieder, nur zwei Scheunen blieben übrig. Durch die Hilfe der Einwohner der Nachbarorte sowie beachtliche finanzielle Mittel des Grafen August Heinrich von Pückler, der seit 1785 die Standesherrschaft für seine Schwiegertochter Clementine (Mutter Hermann von Pückler-Muskaus) verwaltete, wurde der Ort in Form eines Straßendorfes wieder aufgebaut. Dabei wurden Wohnhäuser aus Backstein entlang der verbreiterten Straße gebaut, während Scheunen und Stallungen auf den jeweiligen Grundstücken versetzt aufgebaut wurden. Zugleich wurden „auf der einen Seite [der Straße] eine hinlängliche Anzahl von Backöfen, auf der anderen aber eine gleichmäßige Anzahl Ziehbrunnen, beide in gleicher Entfernung voneinander“ gebaut. Zum Gedenken an die Leistungen des Grafen Pückler beim Wiederaufbau ließ sein Muskauer Vorgänger, Graf Hermann von Callenberg, 1788 ein eisernes Monument mitten auf die Dorfstraße errichten. 1808 wurde es dort aus verkehrstechnischen Gründen wieder entfernt und ging in der Folge verloren. Als Ersatz dafür wurde 1937 ein etwa fünf Meter hoher Obelisk an der Dorfstraße aufgestellt.
Halbendorf liegt in dem Teil der Oberlausitz, der infolge des Wiener Kongresses 1815 vom Königreich Sachsen an Preußen abgetreten werden musste. Die Gemeinde wurde 1816 dem neu gegründeten Landkreis Rothenburg (Ob. Laus.) zugeordnet und gehörte seit 1874 zum Amtsbezirk Muskau III, der später in Amtsbezirk Schleife umbenannt wurde.

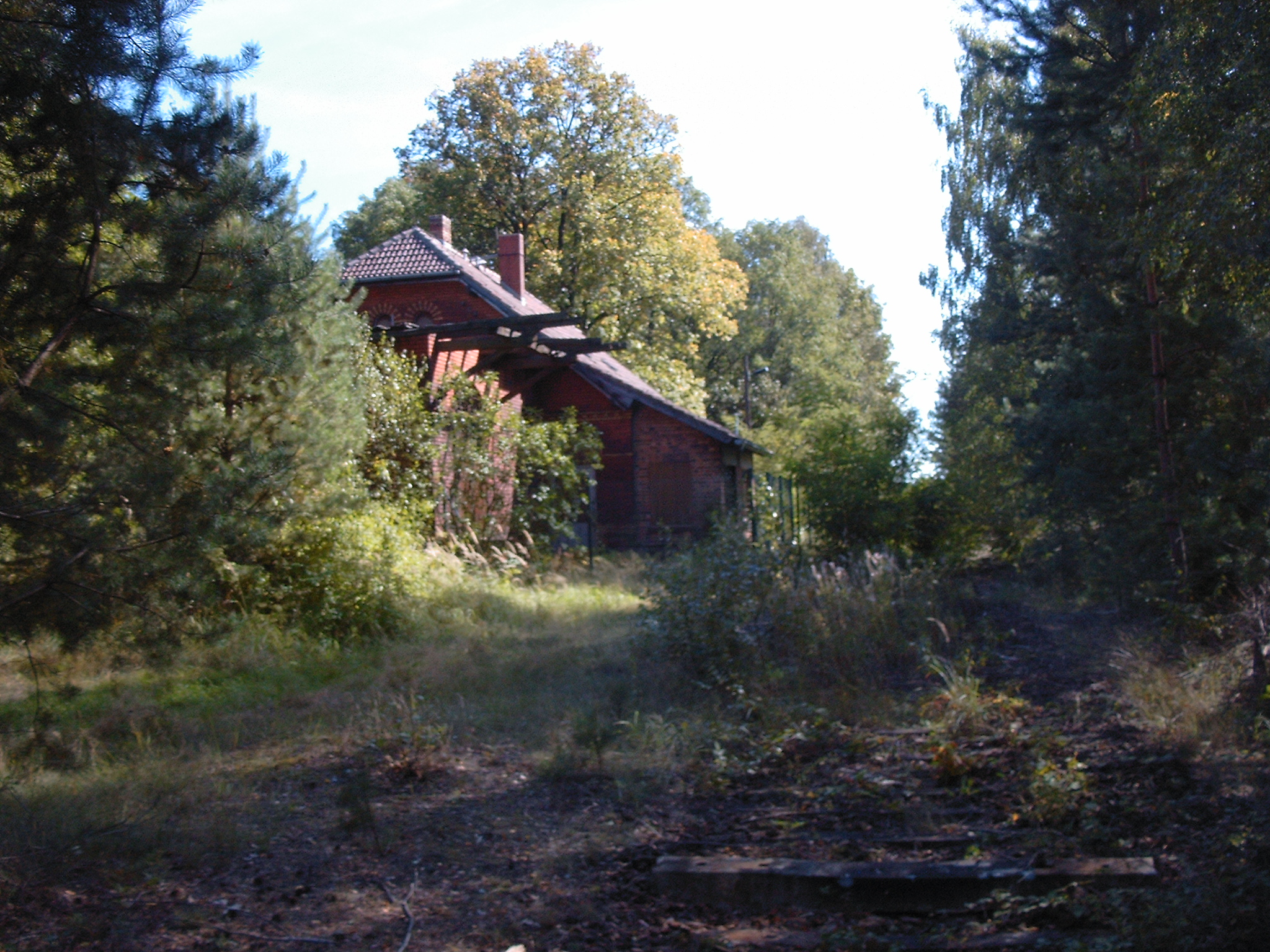
Verlassener Bahnhof Halbendorf an der früheren Bahnstrecke Weißwasser–Forst

Die Straße zwischen Muskau und Spremberg, die über Halbendorf und Schleife führt, wurde 1847 zur Chaussee ausgebaut. Mit dem Bau der Bahnstrecke Weißwasser–Forst erhielt Halbendorf 1891 einen Bahnhof.
Bis im Jahr 1911 eine Schule gebaut wurde, gingen die Kinder nach Groß Düben zur Schule, die bereits seit 1836 bestand. Davor gingen sie, wie die meisten Kinder des Schleifer Kirchspiels, nach Schleife zur Schule. Noch im 19. Jahrhundert klagten die Lehrer über nur sporadisches Erscheinen der Schulkinder.
Nachdem die Gruben des 1949 aufgeschlossenen Tagebaus Trebendorfer Felder geflutet waren, wurde 1982 am Halbendorfer Ufer des größten Restsees mit der Erschließung eines Erholungsgebiets begonnen. Der See erhielt dadurch den Namen Halbendorfer See.
Halbendorf war 1995 Gründungsmitglied der Verwaltungsgemeinschaft Schleife, die aus Gemeinden des gleichnamigen Kirchspiels gebildet wurde. Zum 1. Januar 1999 schloss sich Halbendorf mit der Gemeinde Groß Düben zusammen.
Das Ortsbild wird von Drei- und Vierseitenhöfen dominiert.

### Bevölkerungsentwicklung
| Jahr | Einwohner |
| ---- | --------- |
| 1825 | 178       |
| 1871 | 288       |
| 1885 | 330       |
| 1905 | 405       |
| 1910 | 452       |
| 1925 | 505       |
| 1933 | 511       |
| 1939 | 531       |
| 1946 | 523       |
| 1950 | 570       |
| 1964 | 573       |
| 1971 | 537       |
| 1988 | 529       |
| 1990 | 518       |
| 1996 | 538       |
| 1998 | 580       |
| 2002 | 585       |
| 2008 | 539       |
| 2014 | 492       |
| 2019 | 508       |

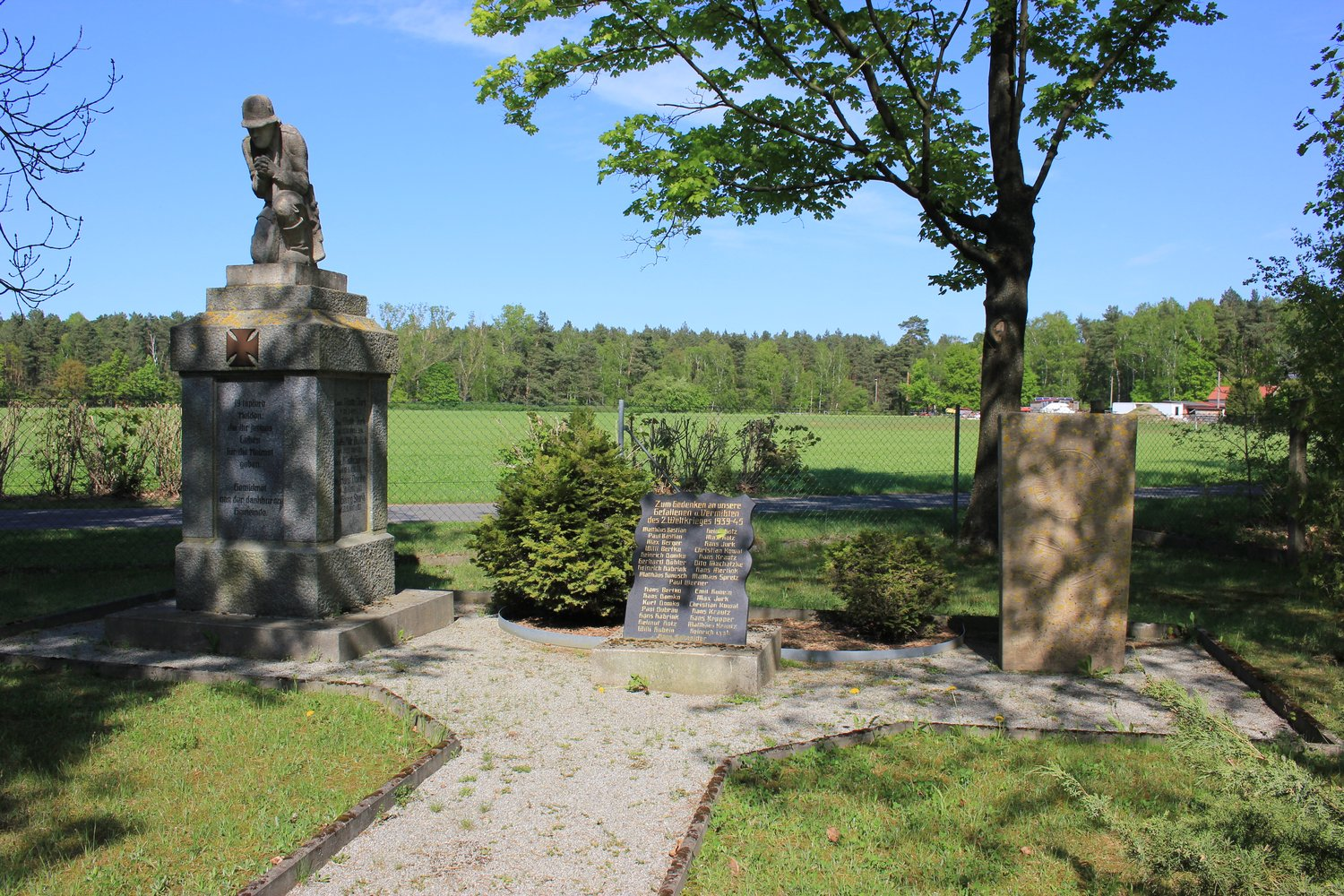
Gefallenendenkmal und Gedenkstein für den alten Friedhof auf dem (neuen) Halbendorfer Friedhof

Aus dem Jahr 1630 sind 16 besessene Mann und 2 Häusler übermittelt. Knapp 150 Jahre später wirtschafteten in Halbendorf 15 besessene Mann, 5 Gärtner und 12 Häusler. Eine Wirtschaft lag wüst.
Die Einwohnerzahl Halbendorfs hatte sich zwischen 1825 und 1925 von 178 auf 505 nahezu verdreifacht. Danach verlangsamte sich das Wachstum und erreichte kurz vor Beginn des Zweiten Weltkriegs noch 531. Nach dem Krieg mussten erst die Kriegsschäden beseitigt werden, so dass die Einwohnerzahl trotz Flüchtlingen aus den ehemals deutschen Ostgebieten unter der Vorkriegszahl lag. Im Jahr 1950 wurden 570 Einwohner verzeichnet, 1964 waren es 573 Einwohner. Danach sank die Zahl allmählich, so dass 1971 noch 537 Einwohner verzeichnet werden konnten. Bis zur Wiedervereinigung sank die Einwohnerzahl auf 518 und pendelte in den folgenden Jahren zwischen 527 (1991) und 509 (1992). Ab 1995 erfolgte wieder ein Bevölkerungswachstum, das um die Jahrtausendwende zum Erliegen kam. Gegen Ende des Jahrzehnts war der Bevölkerungsstand erreicht, den Halbendorf etwa Mitte der 90er Jahre hatte.
Halbendorf liegt im sorbischen Siedlungsgebiet. Noch in den 1880er Jahren konnte Arnošt Muka eine nahezu gänzlich sorbische Bevölkerung ausmachen, die den Schleifer Übergangsdialekt sprach. Unter den von ihm gezählten 320 Einwohnern waren nur fünf Deutsche. Ernst Tschernik zählte 1956 noch einen sorbischsprachigen Bevölkerungsanteil von 73,1 %. Seither ist die Zahl der Sorbisch-Sprecher weiter deutlich zurückgegangen.